# Verhildersum
Verhildersum is een borg direct ten oosten van het dorp Leens in de gemeente Het Hogeland van de Nederlandse provincie Groningen. Heden ten dage wordt de borg museaal beheerd en is gedeeltelijk in 19e-eeuwse stijl ingericht. De borg kan een groot deel van het jaar worden bezichtigd en heeft een mooie oprijlaan. Aan de achterzijde zijn nog de schietgaten zichtbaar.
Sinds 2004 vinden elk jaar in augustus de 'historische dagen' plaats (tot 2007 een dag), waarbij het leven tussen 1850 en 1950 centraal staat.

## Landgoed
Rondom de borg ligt het 32 hectare grote Landgoed Verhildersum.

### Borgtuin
Rondom de borg ligt de borgtuin met een koetshuis, schathuis en tuinprieel. Het koetshuis stamt vermoedelijk uit het einde van de 19e eeuw en huisvest exposities en de 'museumwinkel' met ansichtkaarten en andere dingen over borg, bewoners en landgoed. Het schathuis uit 1833 werd in 1972 van de eerder afgebroken Saaksumborg naar het Landgoed Verhildersum verplaatst. 
De tuin rondom de borg is in 1968 ontworpen. Het ontwerp is geïnspireerd door de barok, en volgt de berekeningen van de gulden snede (symmetrie). Tot de latere herinrichting door Klaas Noordhuis werd de tuin gekenmerkt door een weelderige beplanting waarin naast stinzenplanten ook werd gewerkt met nieuwe moderne introducties zoals siergrassen en verschillende soorten hertshooi. Vooral de keuze van moderne rozen was opmerkelijk. In het kleurenschema domineerden oranje- en bronstinten. De tuin had een aantal borders met vaste en eenjarige planten, een kruidentuin, ruim 90 soorten rozen en 50 soorten clematissen. Dit typische beplantingschema uit de jaren zestig en zeventig is bij de herinrichting komen te vervallen.
De tuin is voorzien van bankjes. Rondom de borg en rondom de beeldentuin liggen grachten. Om de buitenste gracht loopt een wandelpad dat omgeven wordt door bomen en struiken. Aan de rand van dit pad staat een duiventil, op de plek waar deze traditioneel ook werden gebouwd.
Beeldhouwer, tekenaar en tuinarchitect Eddy Roos leverde bronzen vrouwenbeelden in de stijl van de figuratieve abstractie van 'De Groep', die de tuin opsieren.

### Landerijen
Ten westen van de borgtuin -in de richting van de parkeerplaats- ligt een hertenkampje met verschillende dieren en ten oosten van de borg liggen de ecologisch beheerde landerijen die het leven van de 19e eeuw weergeven. In de weilanden grazen oude Groninger koeienrassen zoals de Groninger Blaarkop, de Witrik en de Lakenvelder en op de akkers worden oude gewassen als spelt en veldbonen geteeld. Er bevindt zich ook een oude loophut voor het vee. Direct ten oosten van de beeldentuin ligt de hoogstamboomgaard met ruim 100 fruitrassen van rond 1850, die begin jaren 1990 werd aangeplant. Via een hoogholtje over de Hoornse Vaart kan een arbeidershuisje en de museumboerderij Welgelegen worden bereikt.
Museumboerderij Welgelegen
Welgelegen werd gebouwd in 1865 en is altijd meer een rentenierswoning dan een echte boerderij geweest. In 1999 werd de schuur er in bijpassende stijl bijgebouwd. De museumboerderij heeft een aantal collecties over ambacht en landbouw van voor de mechanisatie (waaronder een karnrosmolen) en een kostuum- en textielcollectie. Tevens worden er wisselexposities gehouden en is er een winkel. Voor de museumboerderij staat een duivenslagpoort. Deze dateert uit ongeveer 1800 en stond vroeger bij de in 1973 afgebrande boerderij Boelsemaheerd in Hemert (Hemerterweg 3). In 1980 werd de duivenslagpoort naar Verhildersum verplaatst. Er zit geen duivenslag meer op. Naast de museumboerderij start het Ede Staalpad met gedichten van deze Groninger zanger. Het pad leidt naar een kleine bosschage met picknicktafel en parkeerplaats.
Arbeiderswoning
Naast de Hoornsevaart ligt de arbeiderswoning Het Hoeske. De arbeiderswoning dateert uit 1880, werd tot 1959 bewoond en is soms te bezichtigen. Ernaast staat een waterpomp. Het interieur komt uit de inboedel van een oud arbeidershuisje en moet de situatie in een arbeidershuisje van rond 1920 weergeven.

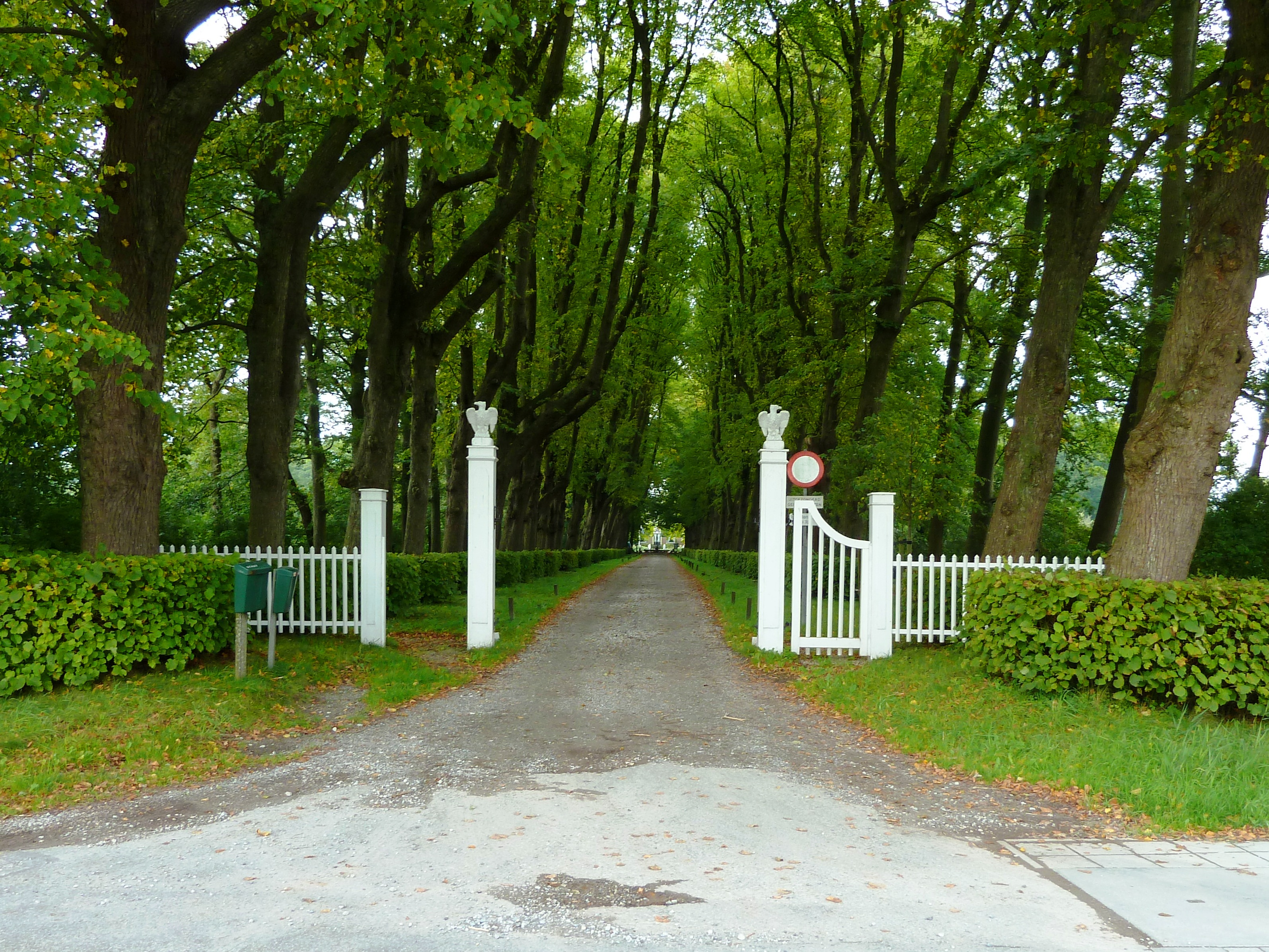
Poort voor de rijlaan naar de borg
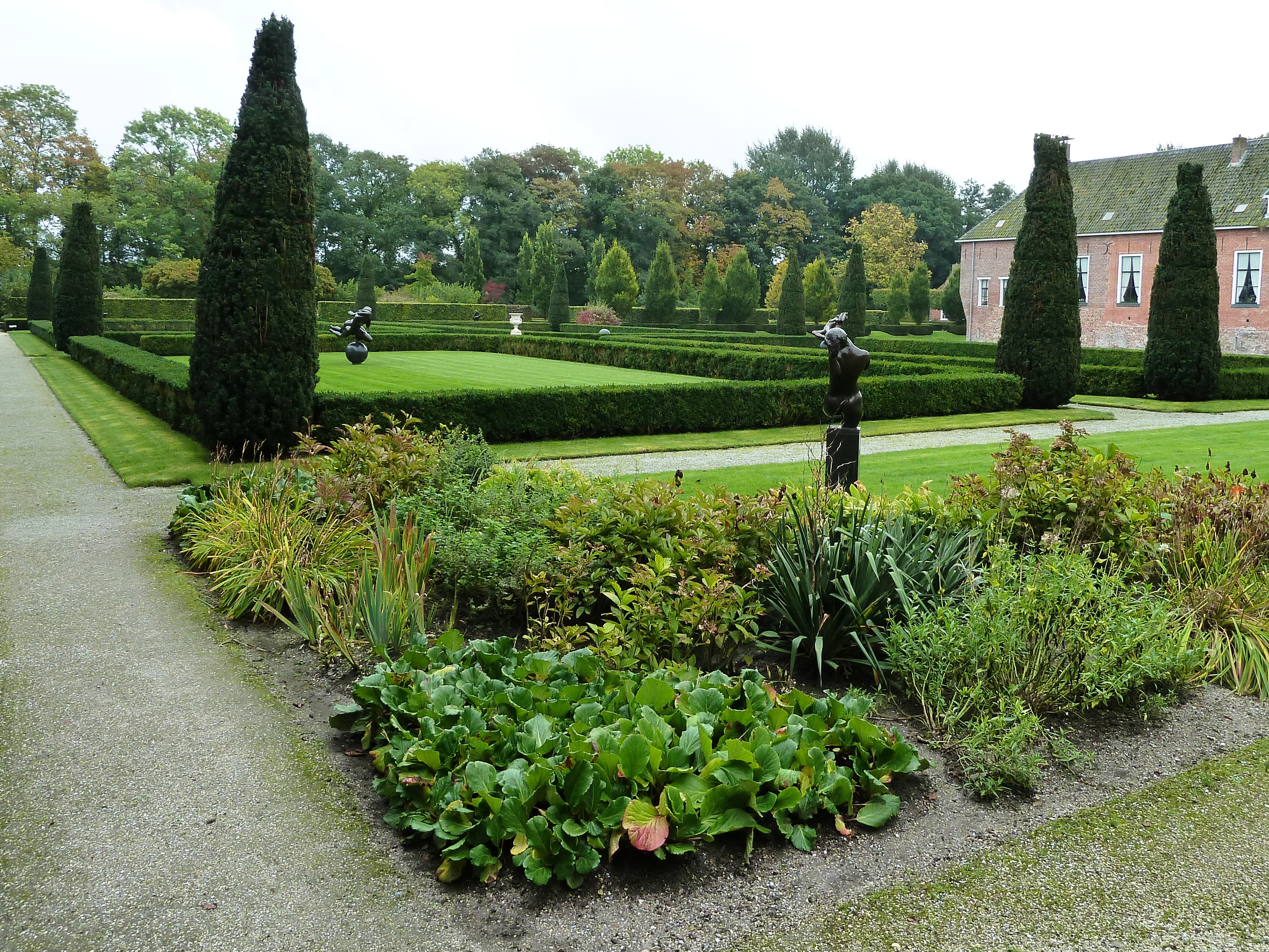
Gezicht op een deel van de borgtuin
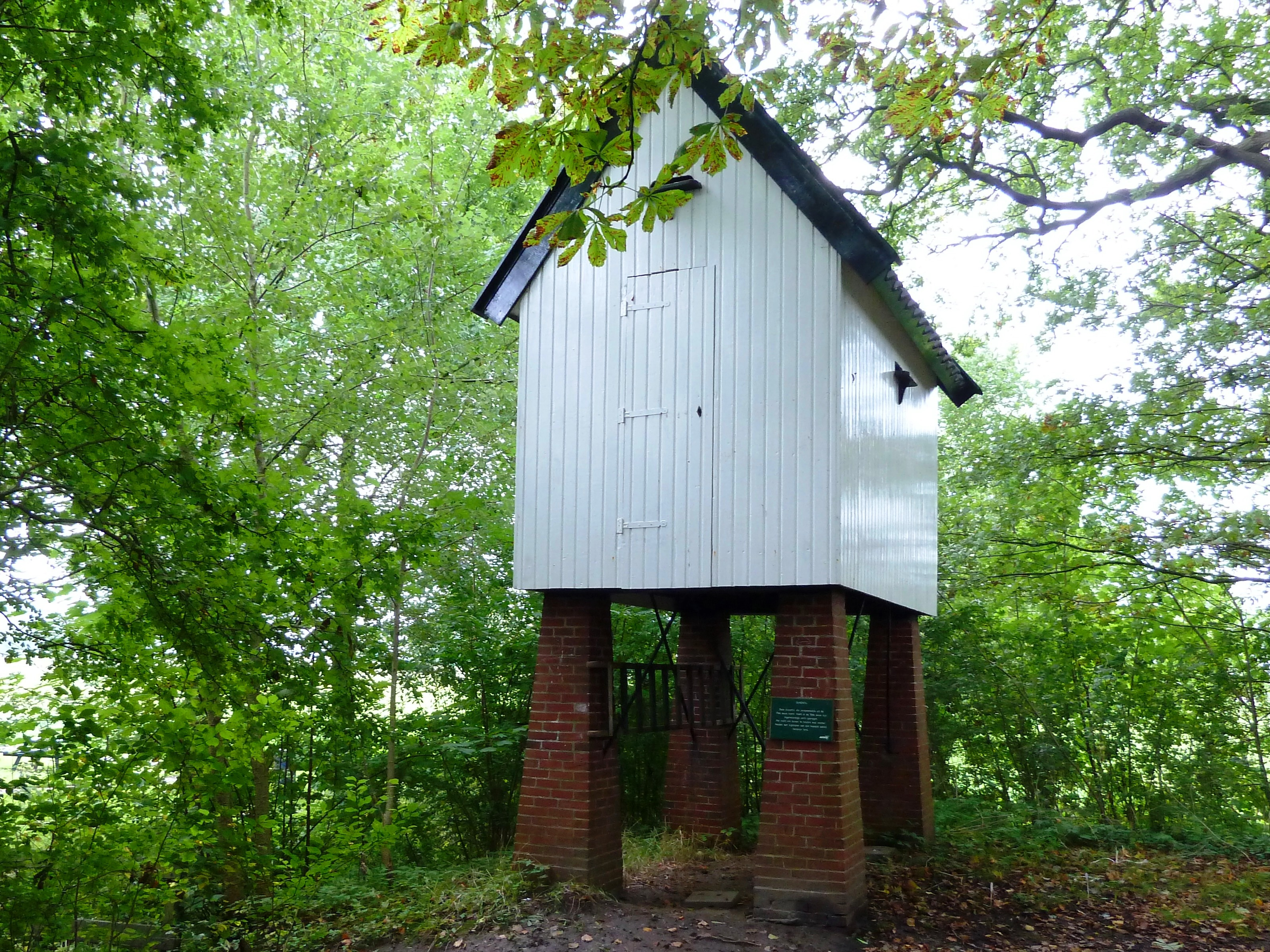
Duiventil op de singel rond de borgtuin
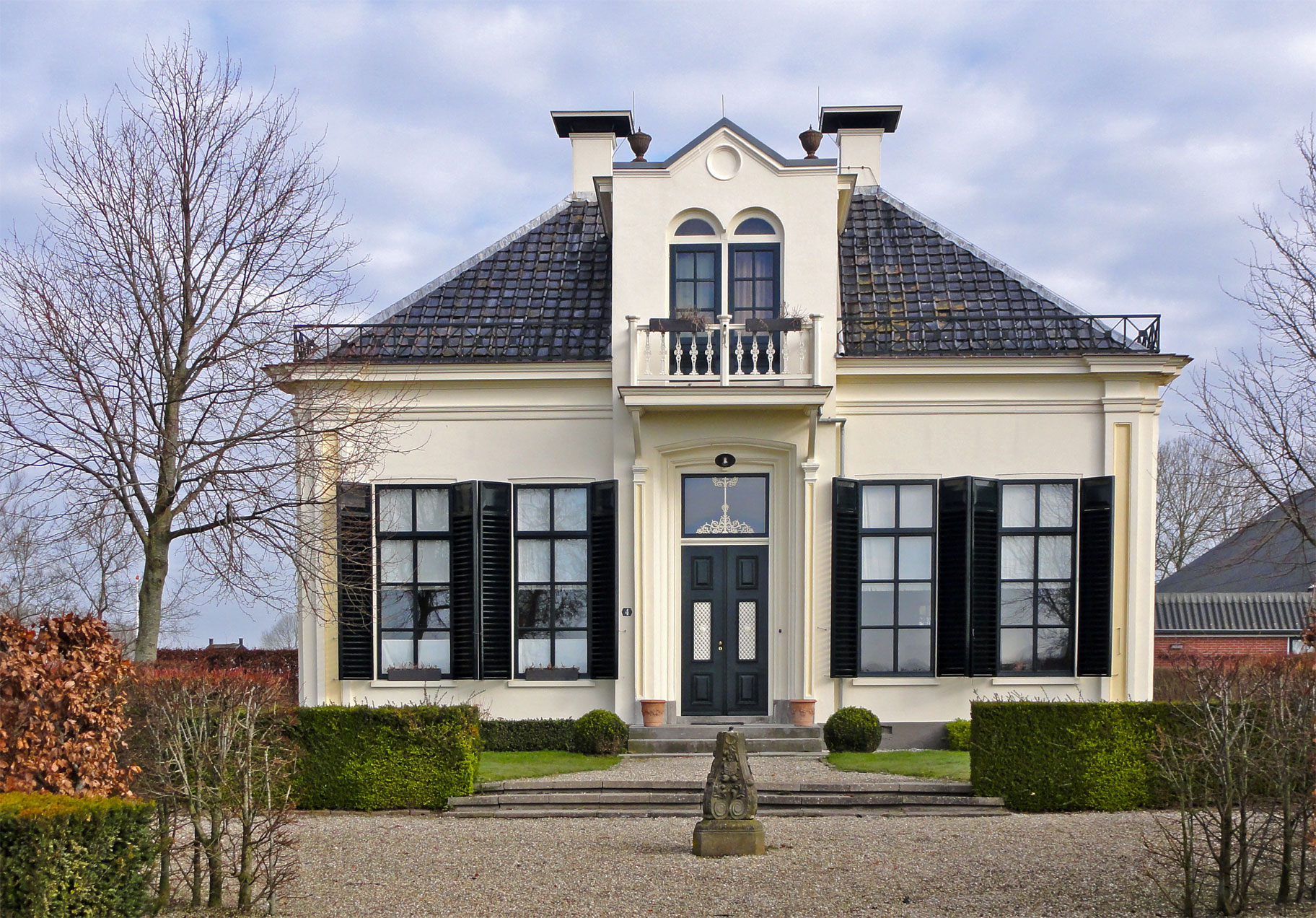
Museumboerderij Welgelegen
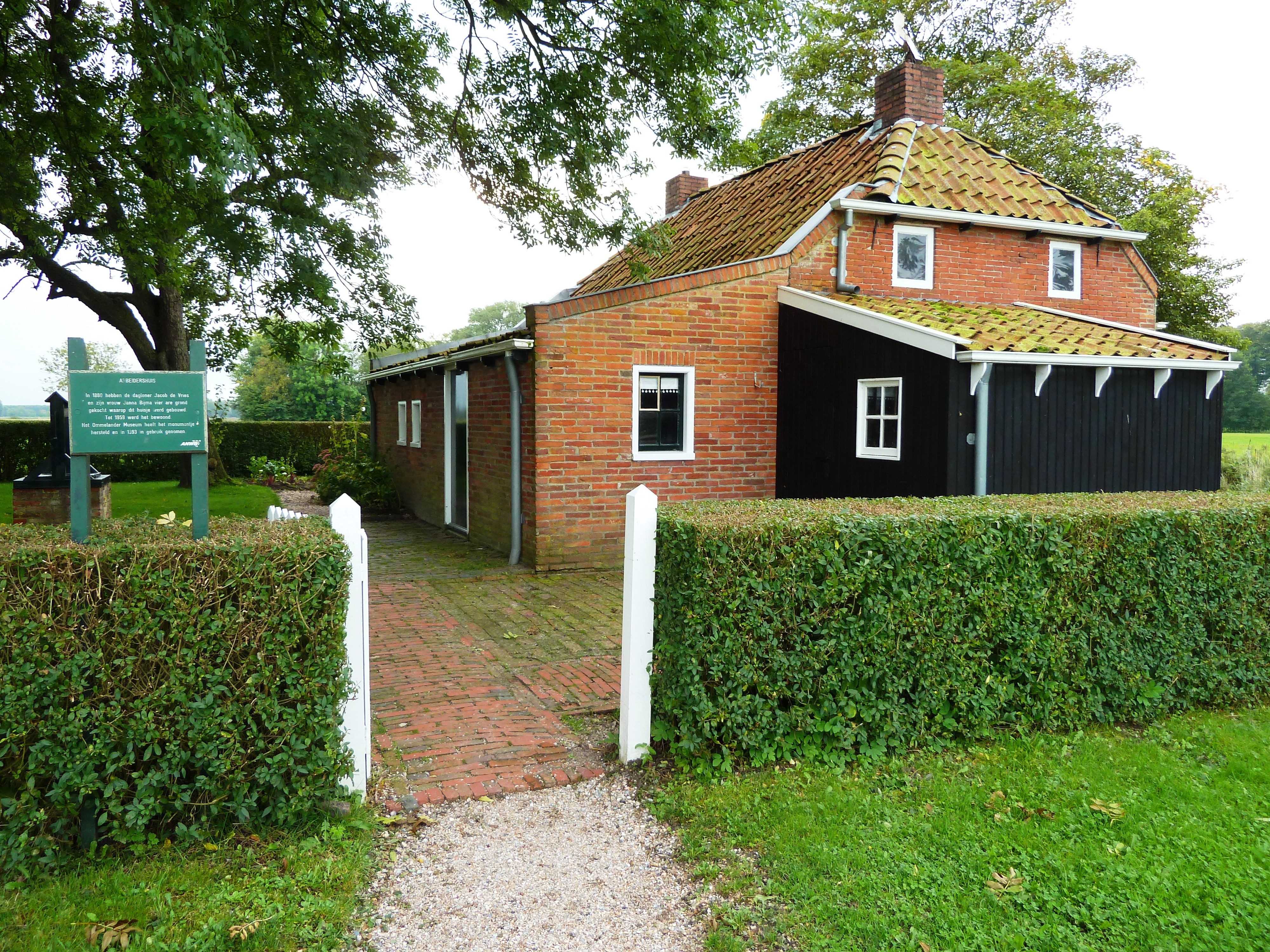
Arbeidershuisje bij de Hoornsevaart
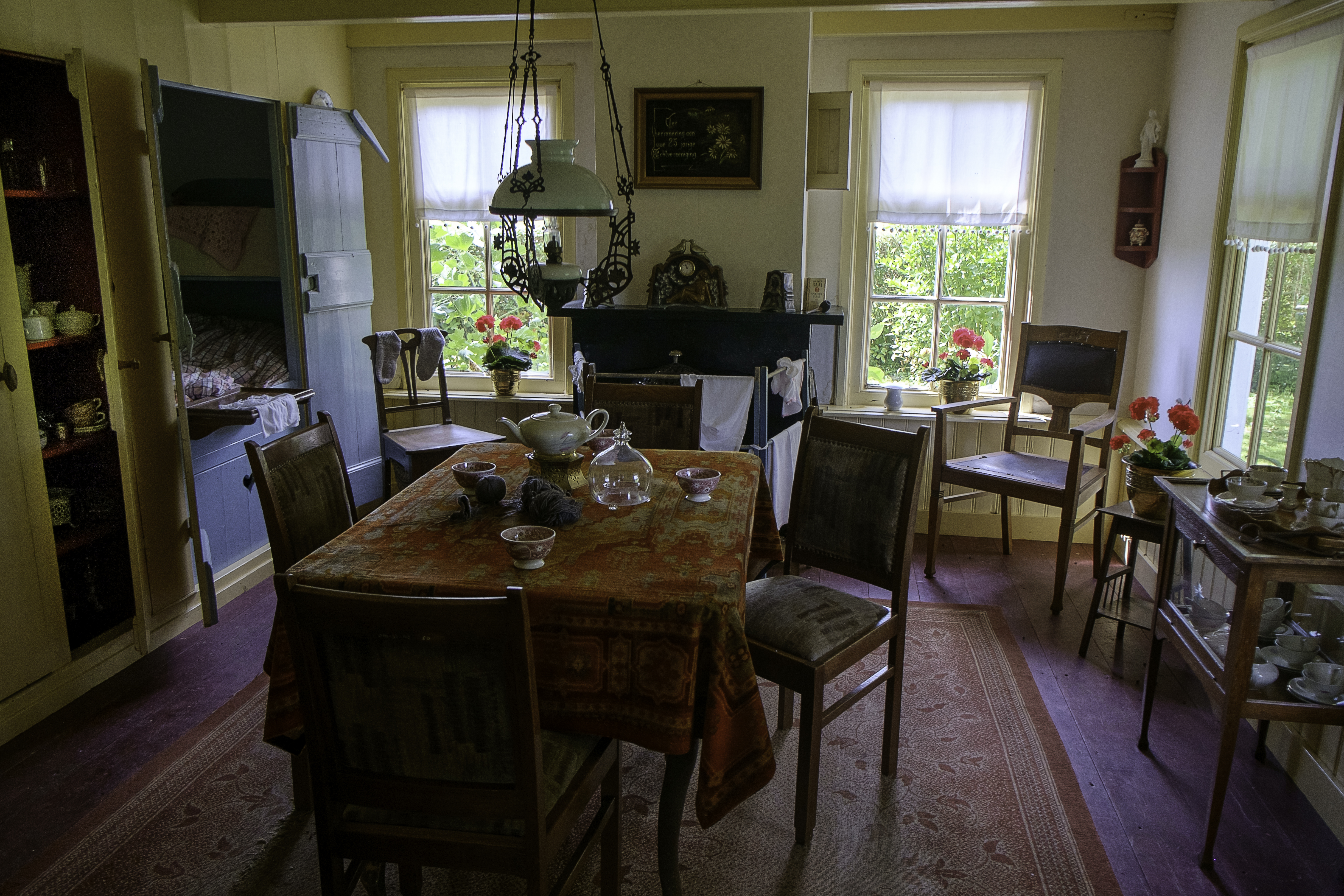
Interieur van het arbeidershuisje
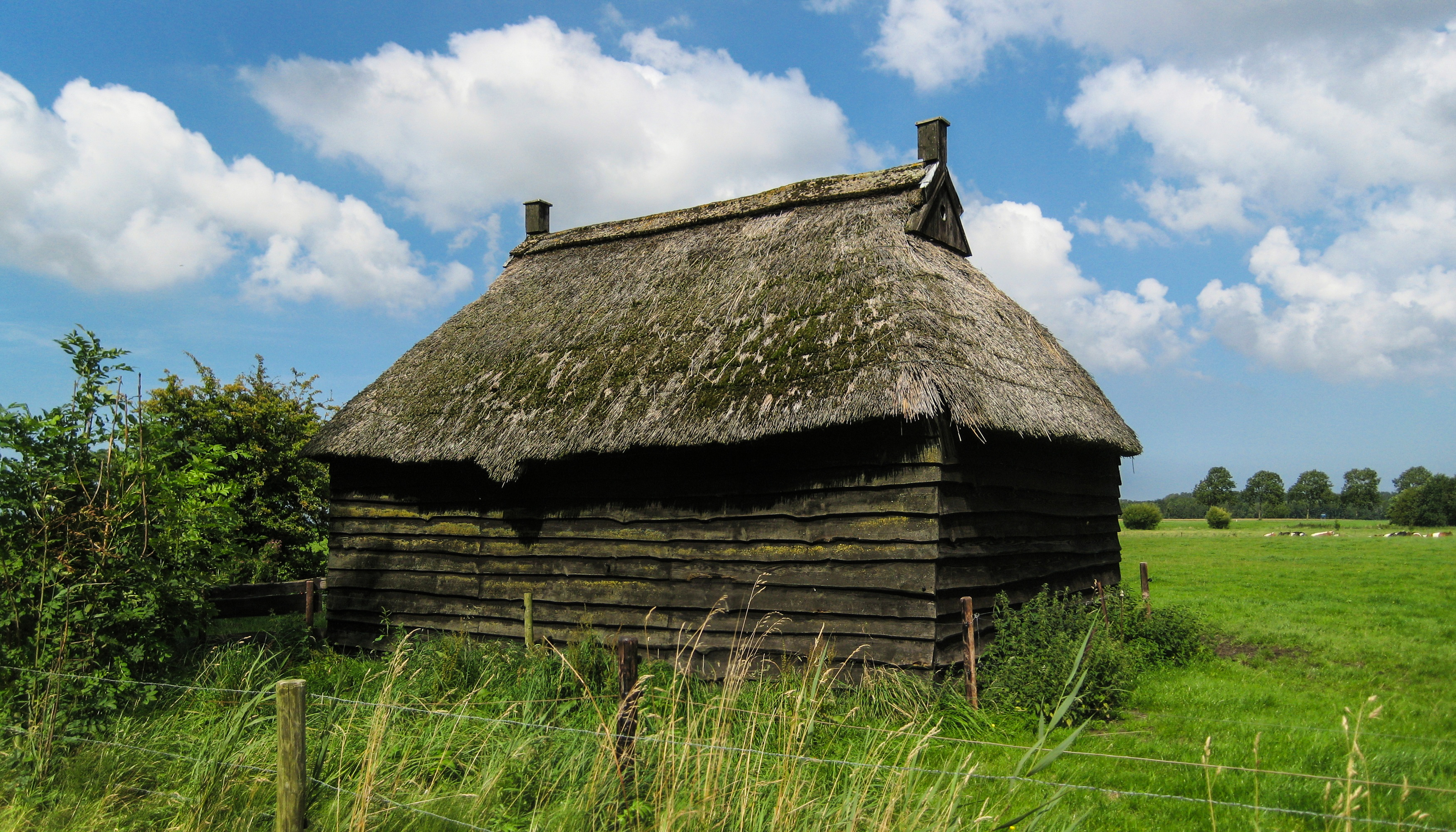
De oude loophut
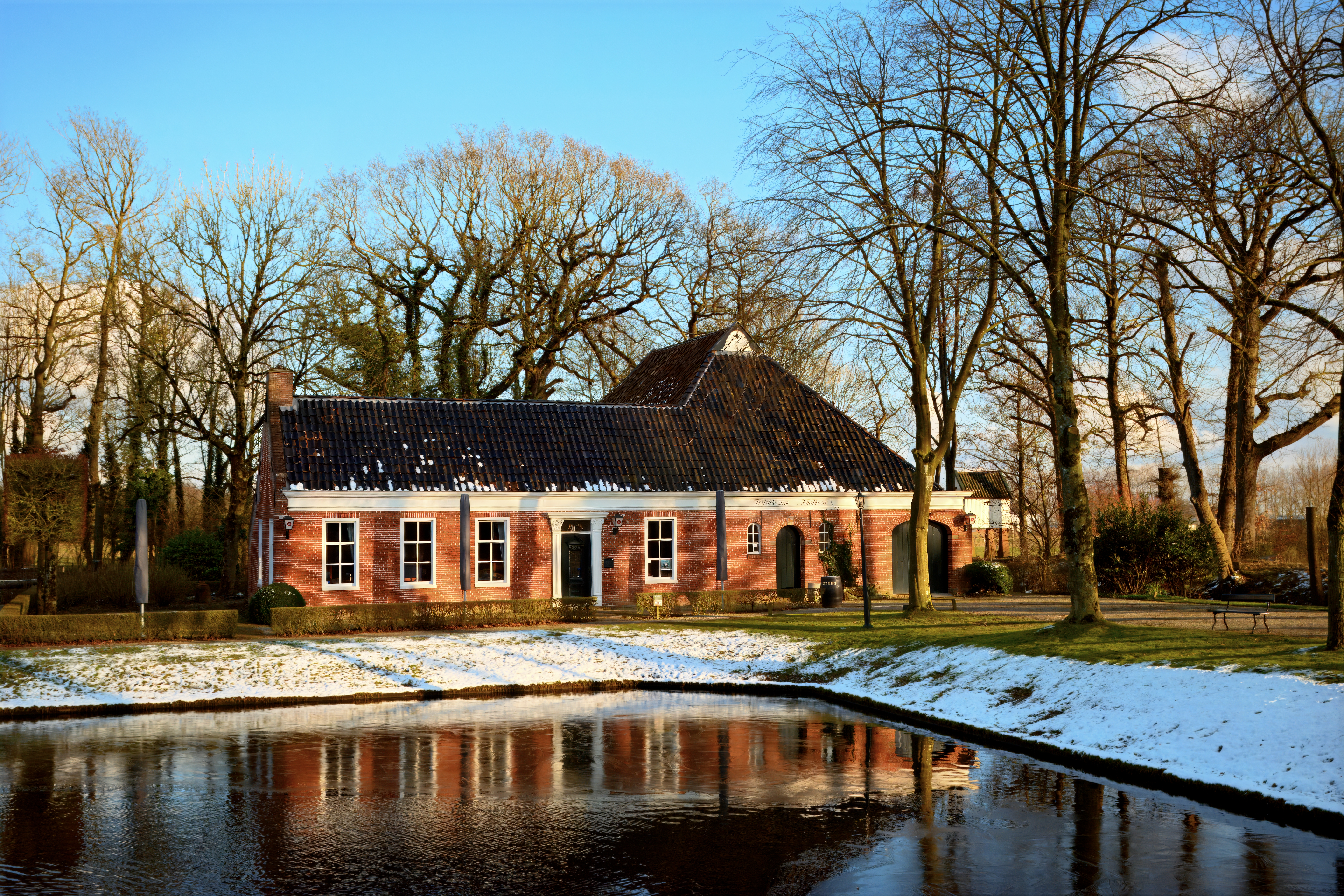
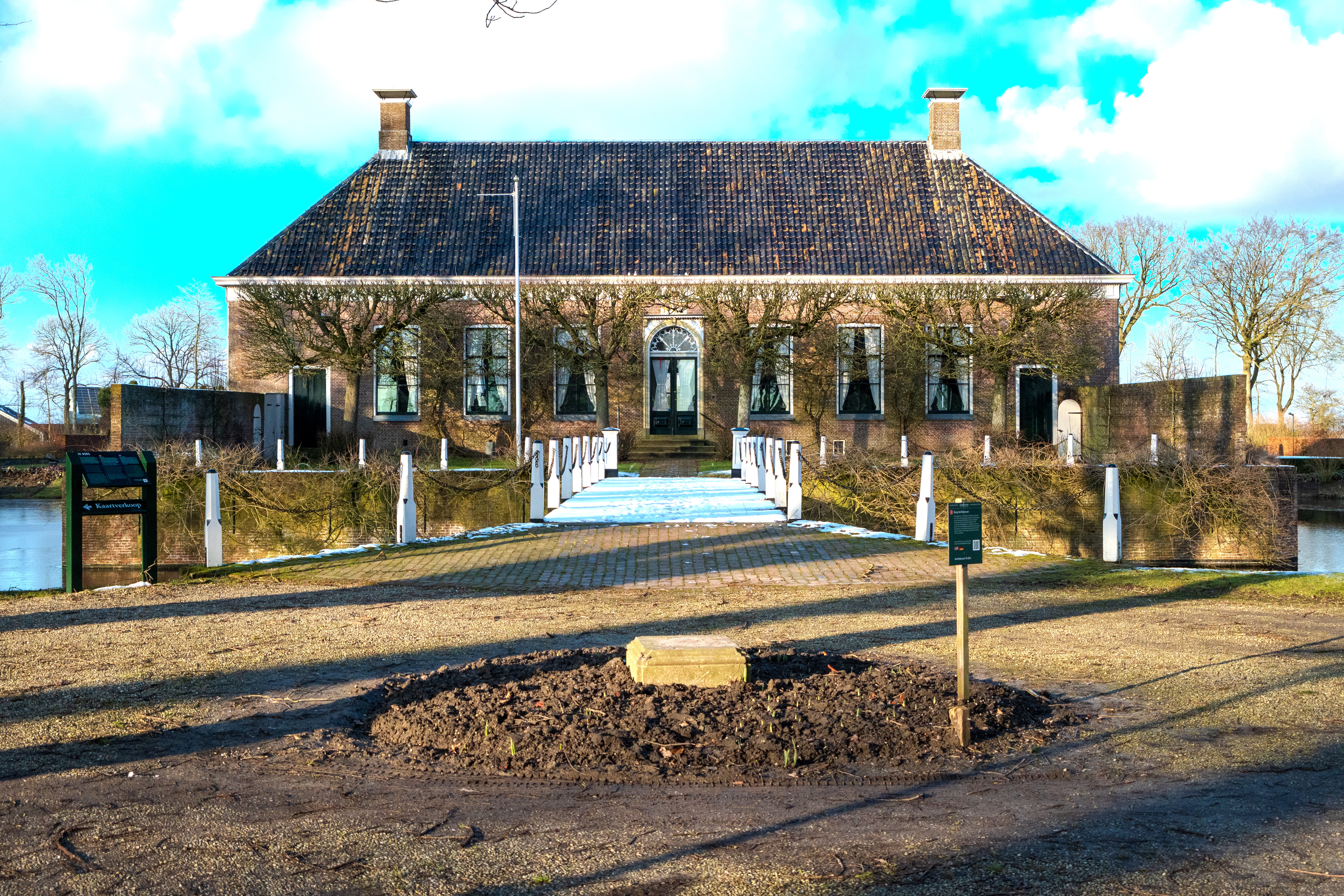
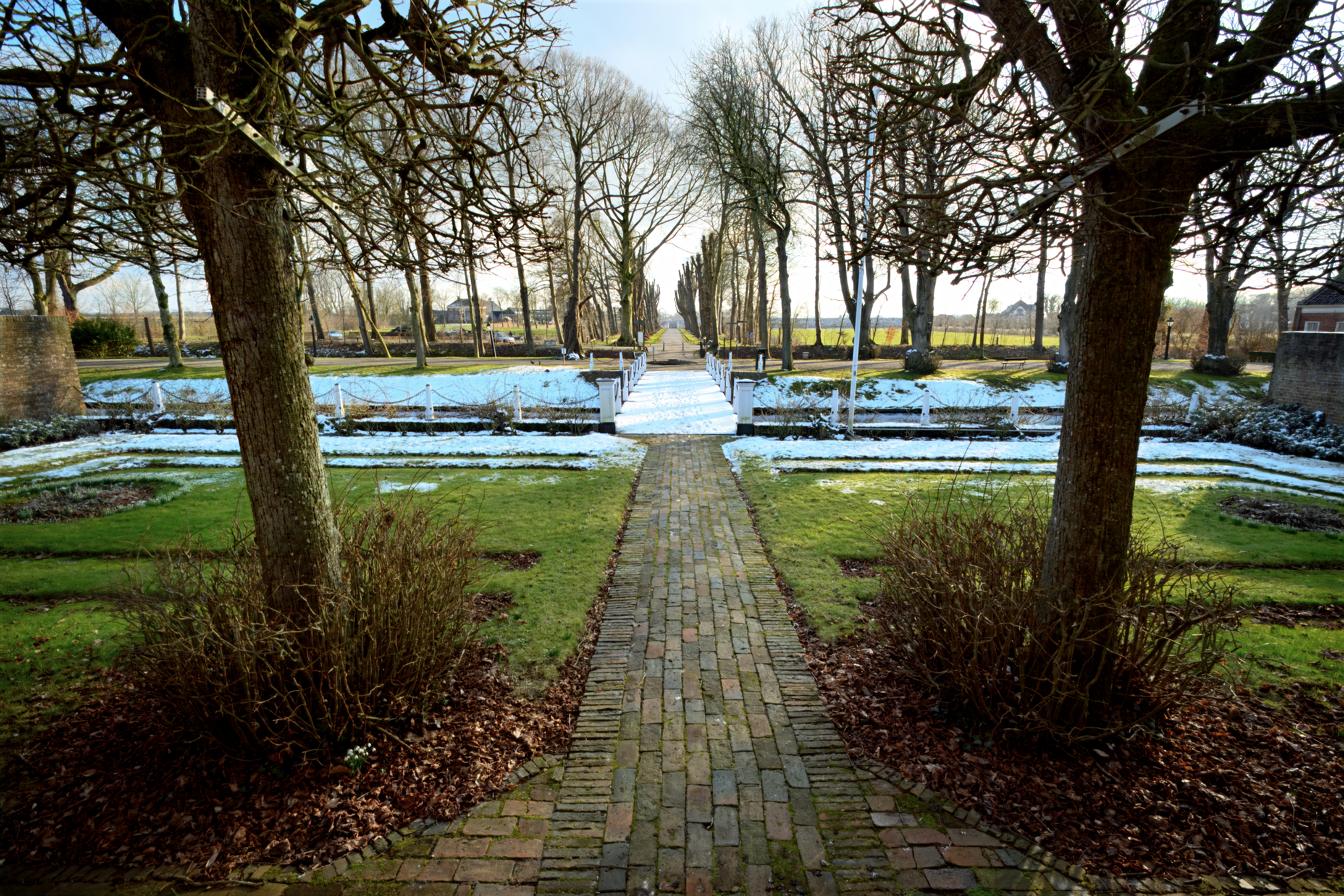
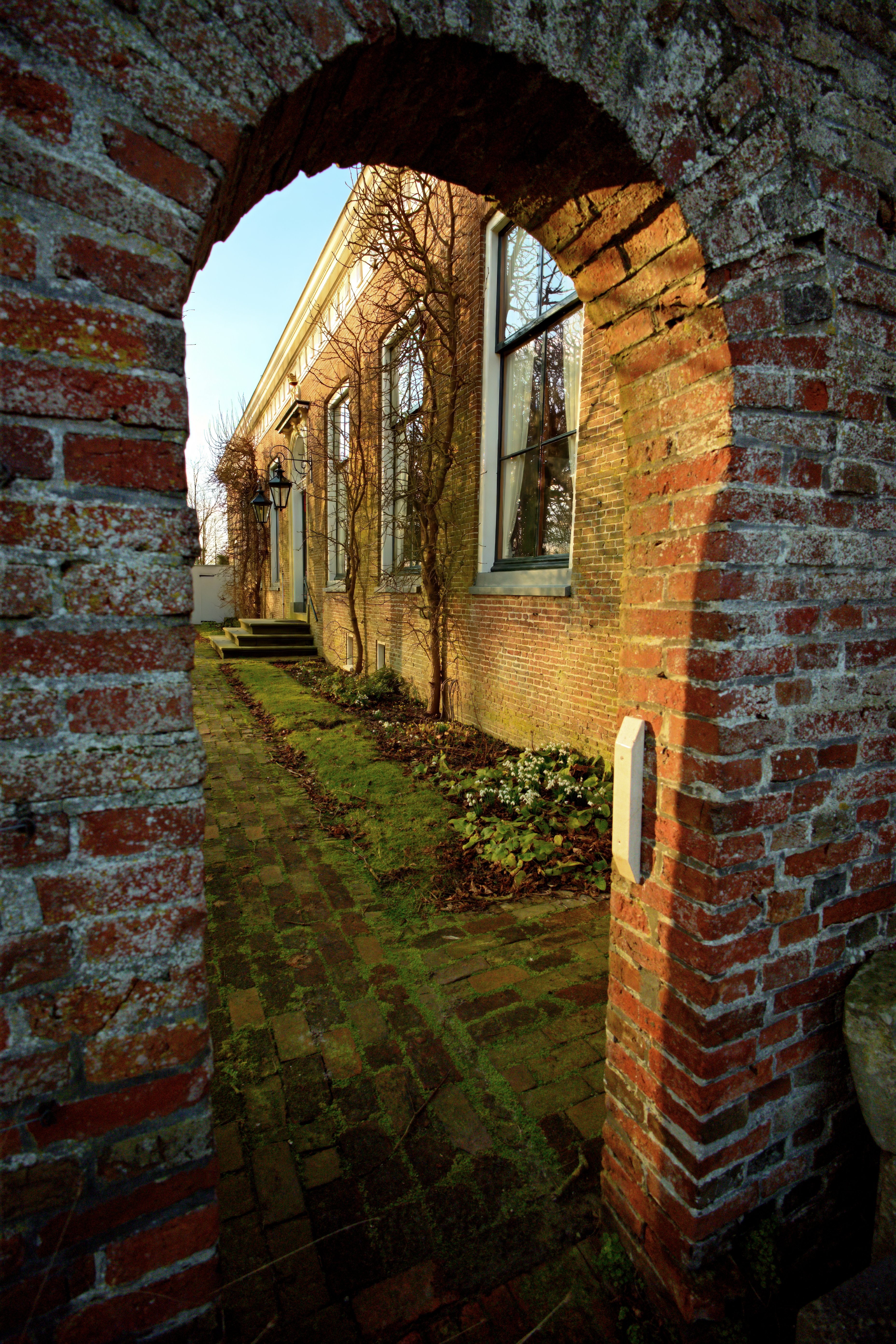
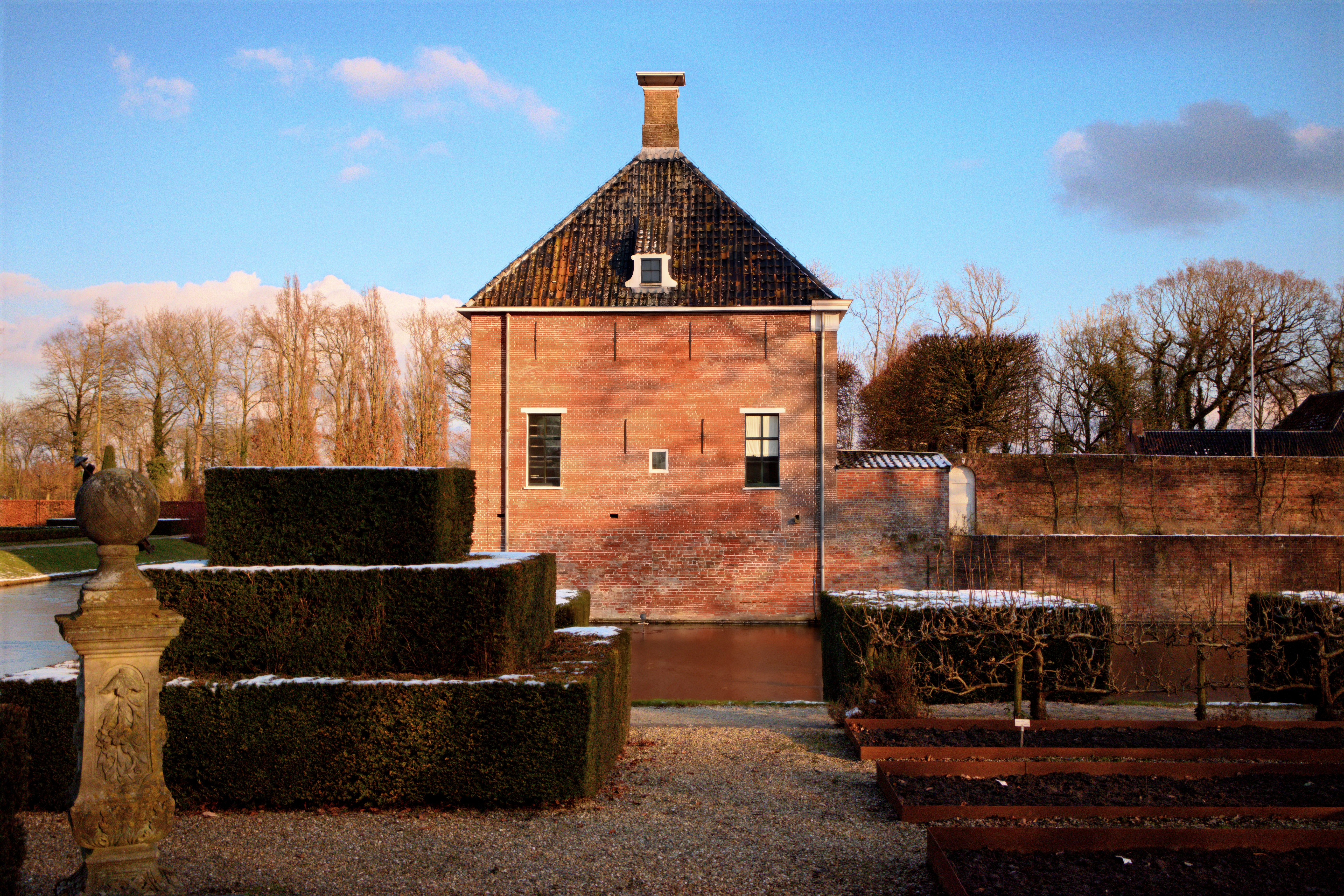
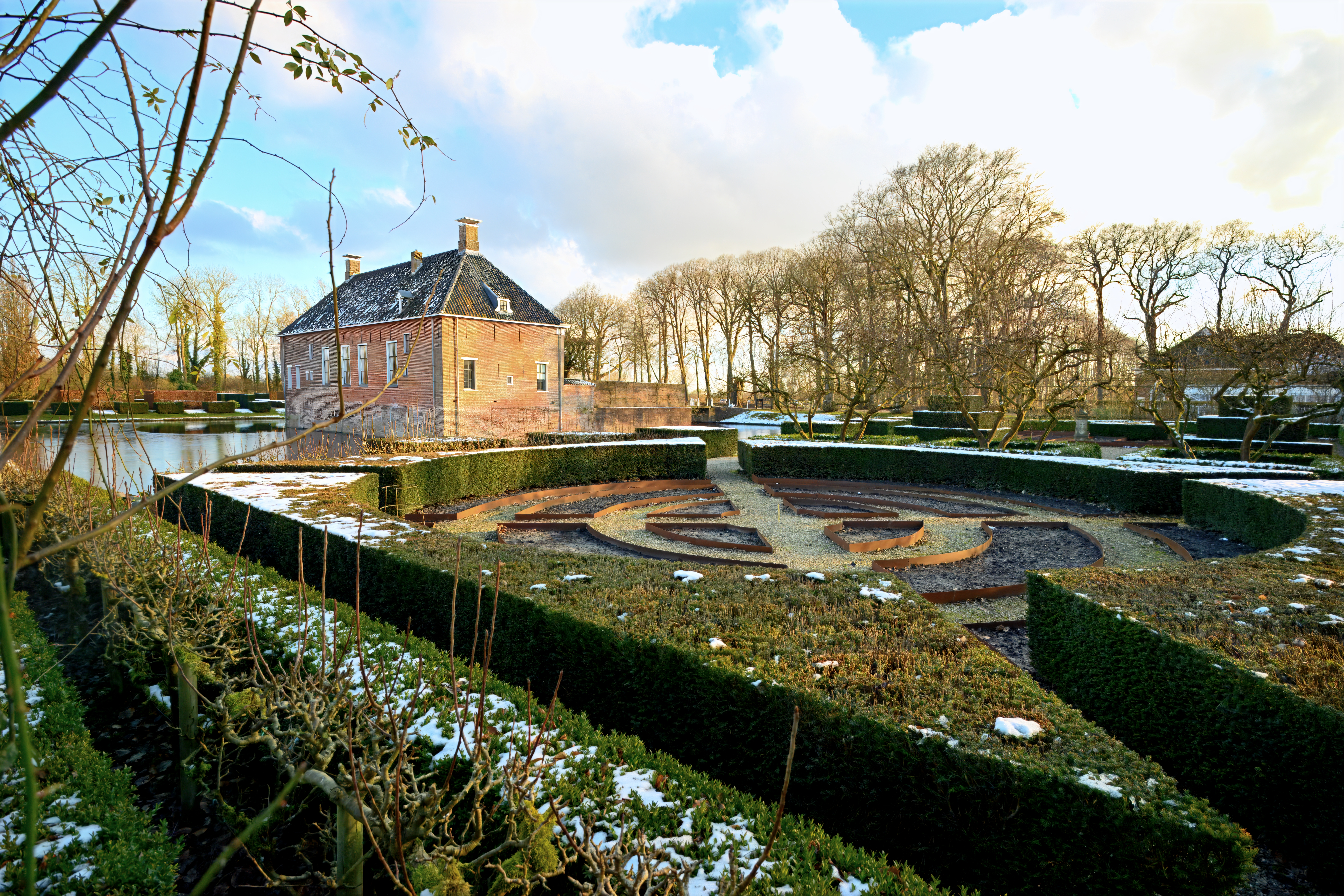
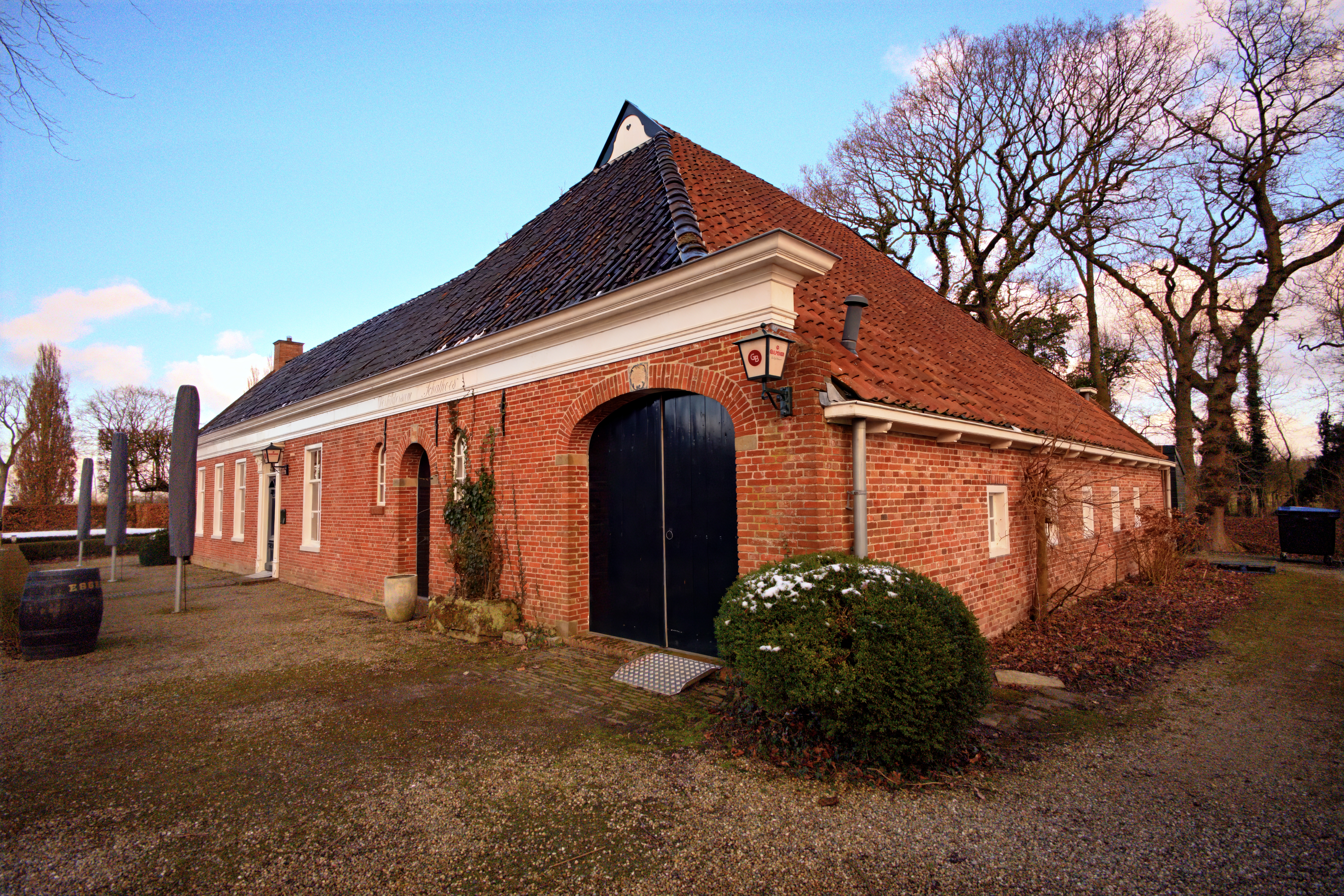
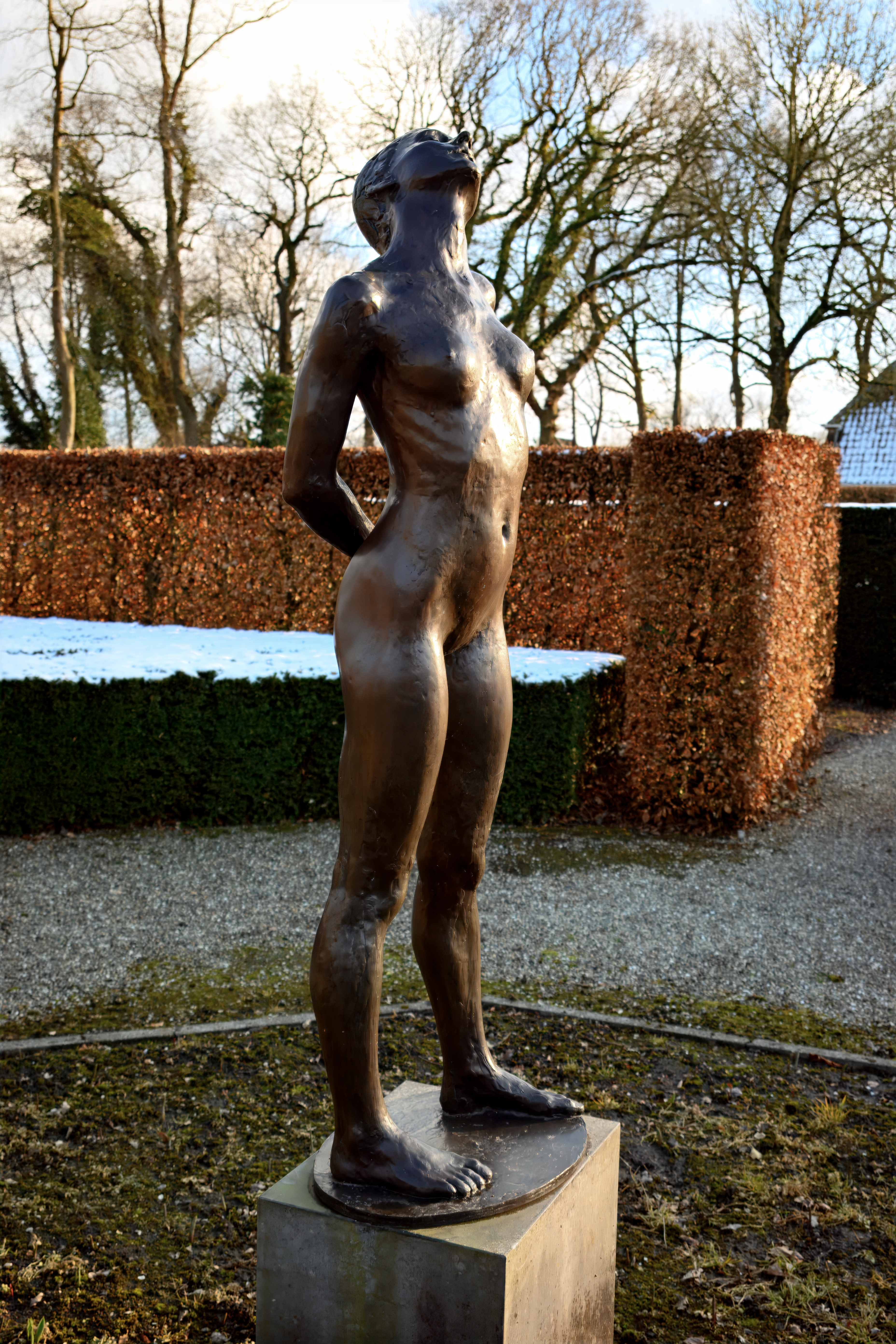
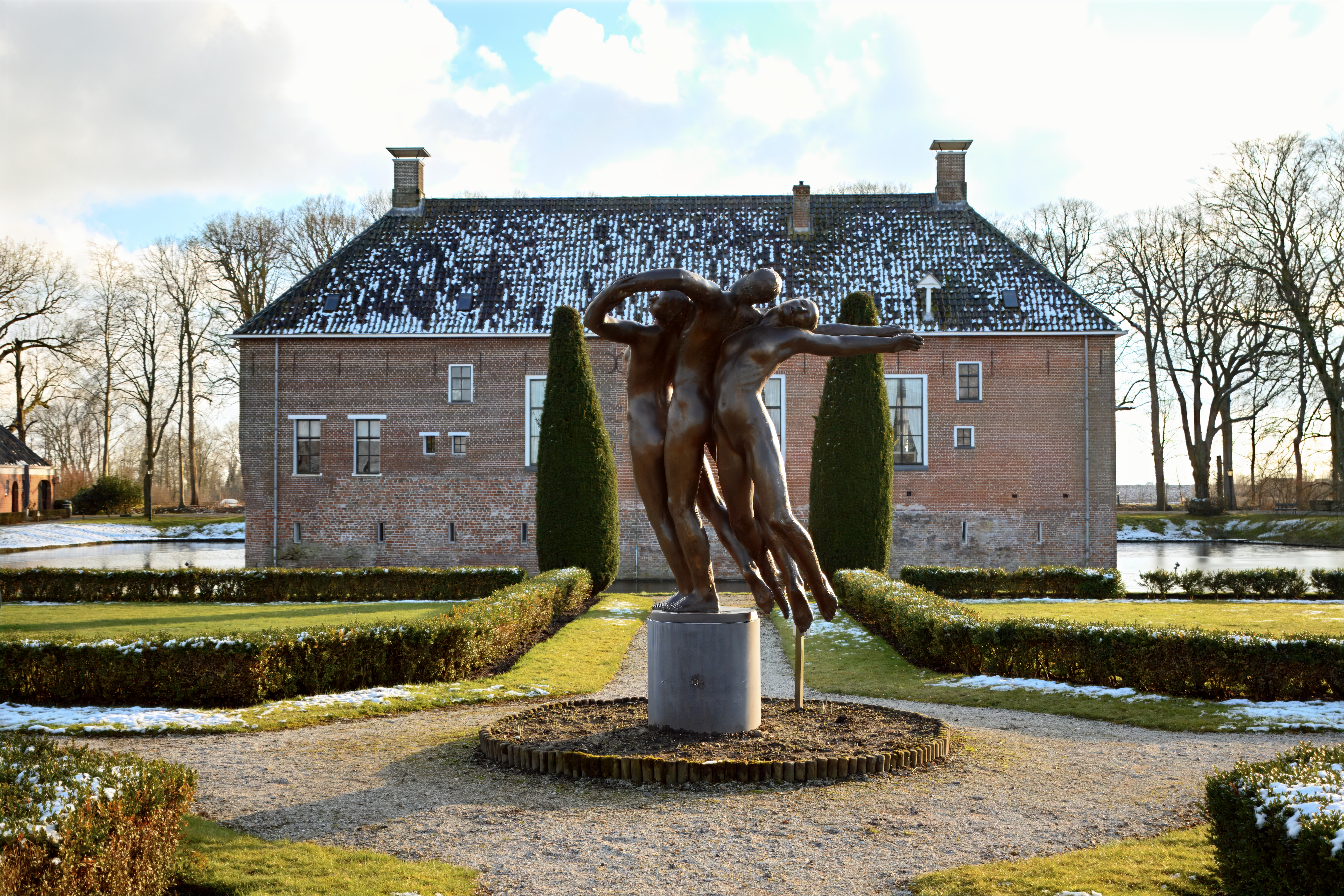
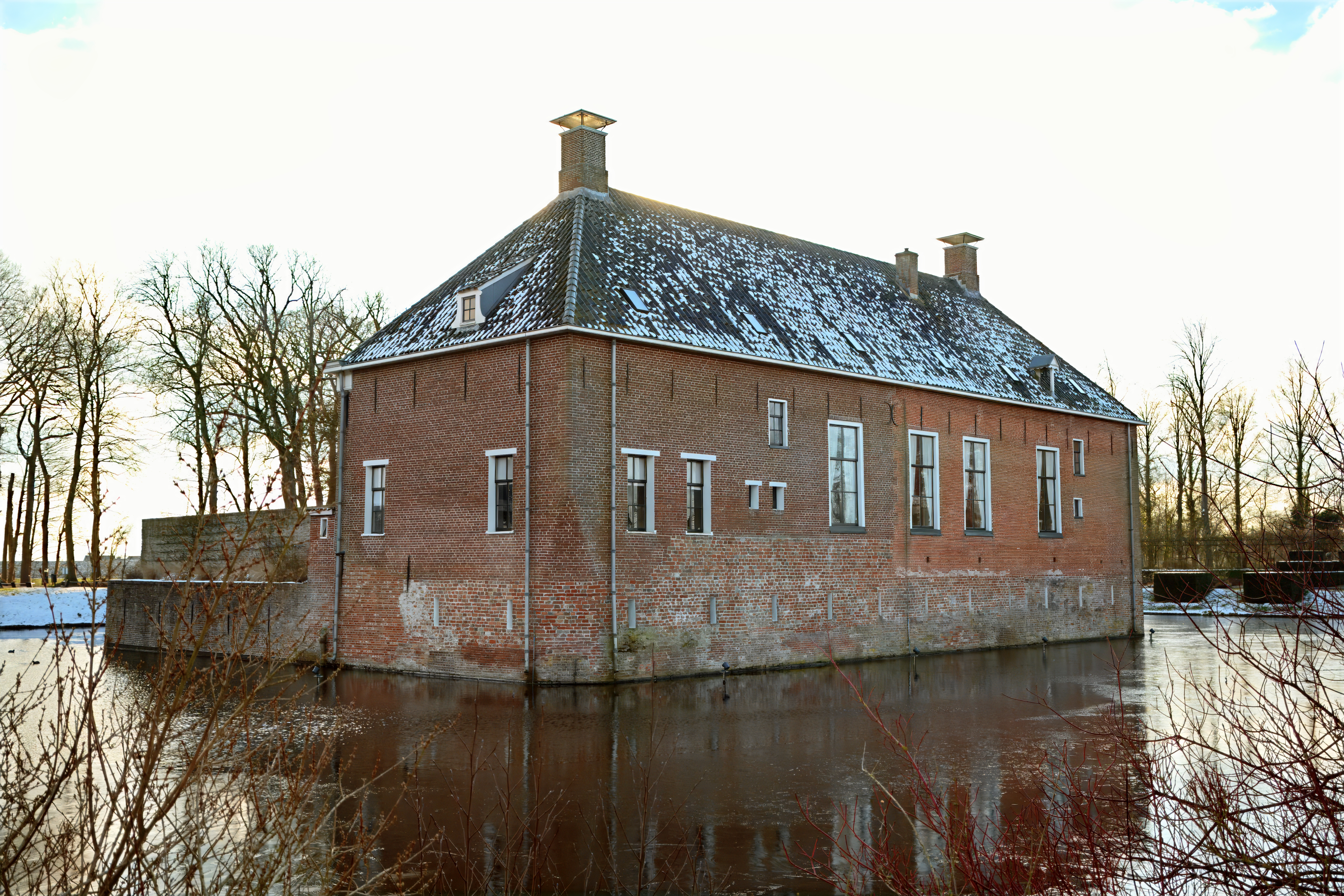
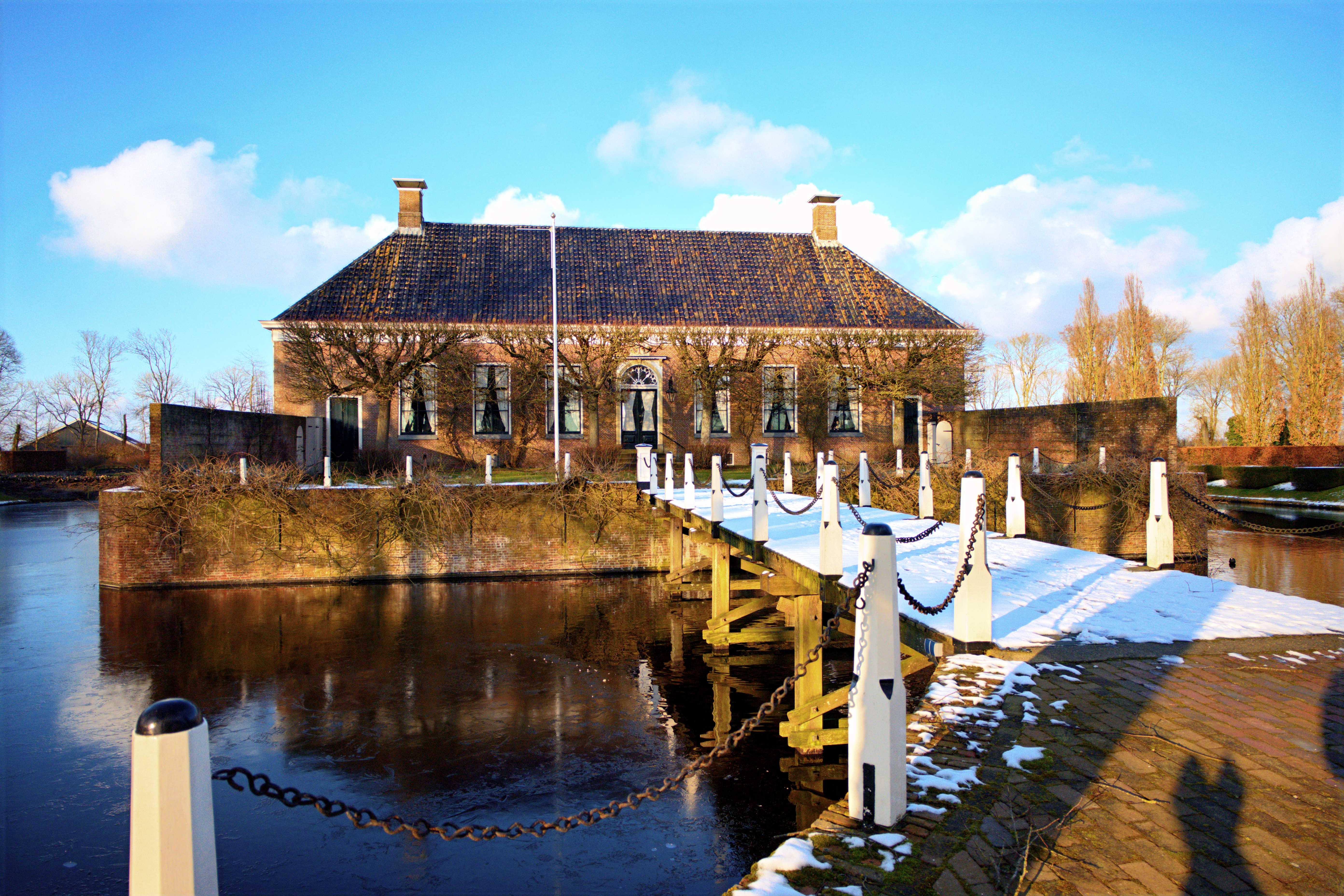

## Geschiedenis

### Familie Onsta
De naam is ontleend aan de naam 'Verhildert', waarbij Ver staat voor "vrouw, adellijke dame" en Hilde(rt) de eigennaam vormde. Wanneer deze vrouw leefde is echter onbekend. De uitgang -um in Verhildersum staat net als bij bijvoorbeeld de Fraeylemaborg voor "heem, huis".
De borg dateert -als heerd- in eerste aanleg uit de 14e eeuw, maar het duurde tot begin 17e eeuw alvorens het een borg werd. In 1398 wordt ene Aylko Ferhildema genoemd, die dezelfde is als Aylko Onsta uit Sauwerd. De achternaam zou erop kunnen wijzen dat hij op Verhildersum heeft gewoond. Of er later leden van de familie Onsta woonden is niet bekend, maar het wordt zeer waarschijnlijk geacht dat de Onsta's ook later de borg in bezit hielden. Een aanwijzing daarvoor is dat de borg net als de Onstaborg in zowel 1400 als 1514 werd verwoest door de stad-Groningers. In de tussentijd wordt de borg echter niet genoemd onder de edele heerden van Leens en verdere gegevens over de borg ontbreken vrijwel geheel. In een document wordt melding gemaakt van de heropbouw van de borg na 1514 voor de som van 1200 goudstukken exclusief bouwhuis, brouwhuis, stal en brug. Een latere melding over de Onsta's dateert uit de late 16e eeuw, toen eerst Aepke Onsta en vervolgens diens zoon Eylco Onsta renten uit de heerd Verhildersum verkochten. Nadat eigenaar Aepke in 1564 overleed wordt in 1576 Ecke Claessen genoemd als bewoner van de borg en wordt geklaagd over overlast door -in verband met de Tachtigjarige Oorlog- ingekwartierde soldaten met hun twee vrouwen en een kind. Eylco Onsta vluchtte tijdens de oorlog naar Oost-Friesland, maar liet zich desondanks nog wel hoofdeling noemen van zowel Wetsinge, Sauwerd als Verhildersum. In de praktijk werd echter in 1587, ruim twintig jaar na de dood van Aepke, bij de boedelscheiding geregeld dat niet hij, maar zijn zus Hidde Onsta samen de borg Verhildersum kreeg. Verhildersum bestond toen uit een heerd met een oppervlakte van 150 jukken (ca. 75 hectare), waarop onder andere 'het oude steenhuis' was gelegen.

### Familie Tjarda van Starkenborgh
Hidde en haar man Lulof of Ludolf Tjarda van Starkenborgh van de Dijkumborg bij Garsthuizen gingen vervolgens op de borg wonen, waarmee deze zelfstandig werd van Onsta, waarvan ze tot dan toe een 'dependance' vormde. Tevens vormt dit de start van een lange periode van bewoning door de familie Tjarda van Starkenborgh. Waarschijnlijk werd het oude steenhuis door het echtpaar verbouwd om het bewoonbaar te maken. Het lijkt aannemelijk dat het Hidde en Lulof financieel niet al te best ging daar zij in 1602 42 jukken land (ca. 21 hectare) moesten verkopen. Beiden stierven in het jaar 1618 en werden begraven in de Petruskerk van Leens, waar hun graven nog altijd te zien zijn. Verhildersum bestond bij hun dood uit een heerd met hofjes, singels, poorten en grachten.
Zoon Lambert van Starkenborgh verging het heel wat beter. Hij volgde hen op als bewoner en wist zijn invloed te vergroten door de oude rechten van de Onsta's in Leens deels te erven en deels op te kopen. Tot deze rechten behoorden het collatierecht van de Petruskerk, dijkrechten en zijlrechten, het staande redgerrecht, overrecht over de kerspelen Leens, Wehe en Zuurdijk, de schepperij van Houwerzijl en de schouw van de vonders van Leens. Hierdoor werd Verhildersum een van de belangrijkste borgen uit de Marne. Lamberts naam staat vermeld op de in 1632 gegoten klok van de toren van de Petruskerk. Na zijn dood in 1646 volgde zijn zoon Allard -uit zijn huwelijk met Frederica Gayking- hem op. Drie jaar later werd de boedelscheiding geregeld en bestond de borg uit een huis met grachten, hoven, tuinen, geboomten en singels, schathuizen en een schuur. De gerechtigheden werden gesplitst tussen Allard en zijn jongste broer Ludolf, die (waarschijnlijk later, want niet genoemd in de boedelscheiding) het huis Borgweer (Starkenborgh) stichtte bij Wehe. Allard kreeg de staande jurisdictie van Leens met de Schepperij van Houwerzijl, de schouw van de dijken aan noord- en noordwestzijde van Leens, de dijkhaver onder Leens en het unicus collatorrecht over de Leenster kerkgoederen. Zijn broer kreeg de staande jurisdictie van Wehe en Zuurdijk met de schouw van de dijken aan zuidzijde, de dijkhaver daarvan en het unicus collatorrecht van Wehe en het collatierecht in Zuurdijk. Allard schonk in 1653 het avondmaalszilver aan de Petruskerk, die hij ook kerkstoelen en koperen bankopzetten naliet. Op de borg hangt een schilderij van hem en zijn gezin. Zijn bekendheid moet ver gestrekt hebben, want in 1655 werd een oorlogsschip van de Admiraliteit van Amsterdam 'Verhildersum' vernoemd (te zien op een tekening van Willem van de Velde de Oude).

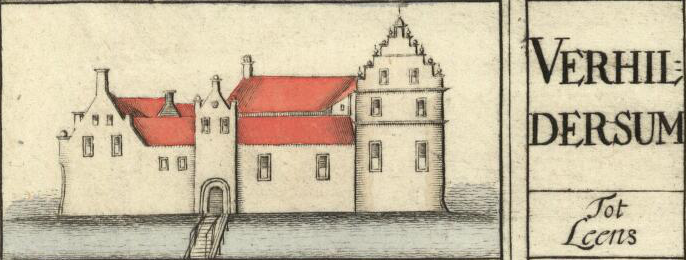
De borg op de kaart van Willem en Frederik Coenders van Helpen (1678)

Na Allards dood in 1673 kreeg zijn zoon Edzard Jacob de borg. Blijkens een steen boven de voordeur met het jaartal 1681 lieten hij en zijn vrouw Anna Habina Lewe van Middelstum het huis verbouwen. Edzard Jacob overleed in 1716. Zijn weduwe betaalde in 1735 het orgel van de Petruskerk. Na haar dood in 1738 werd een inventaris opgemaakt van de boedel, waaruit bleek dat de borg bestond uit een 'witte zaal', studeerkamer, 'bonte of froulijnskamer' (vrouwenkamer), praeceptorskamer (praeceptor=leraar), kleerzolder, 'beuns', 'galderij' (waarschijnlijk een soort overloop), benedenzaal, eetkamer, 'oude slaapkamer', gang, 'bonte kamer', 'groot voorhuis', keuken, kelder en een schathuis. Anna Habina's zonen Eilco Onsta, Edzard Jacob en Evert Barthold hielden de borg na haar dood een paar jaar in gezamenlijk beheer, waarbij Eilco zolang huurder van de borg werd. In 1740 werd de borg beschreven als een 'royaal voorhuis' dat oprees uit een gracht met kelders, vijf kamers beneden en drie boven en met behangsels. Tussen 1741 en 1742 verkochten de drie broers elk hun deel van de borg aan Margareta Bouwina Tjarda van Starkenborgh van de Onstaborg, die getrouwd was met Egbert Rengers. Nadat Eilco in 1750 was overleden, bood Margareta Bouwina op 1 januari 1751 het huis Verhildersum te huur aan met de omschrijving "zijnde de borgh met zeeven groote vertrekken voorzien".
De verhuur mislukte waarschijnlijk aangezien de borg reeds in 1753 werd verkocht aan Jacob Willem van Rossem, lid van de regeringsraad van het graafschap Lingen (toen reeds onderdeel van Pruisen), die het echter moest afstaan (Formsma noemt hiervoor geen reden) aan Ludolf Tjarda van Starkenborgh, die toen heer was op de Starkenborgh van Wehe. Zijn kleinzoon Edzard kwam daarop te wonen op Verhildersum, maar deze verbleef ook gedeeltelijk in Wehe dat hij eveneens had geërfd. Nadat zijn zus onder curatele kwam te staan, wist hij de enige eigenaar van Verhildersum te worden door haar uit te kopen. Bij zijn dood in 1782 liet hij zodoende twee borgen na, maar slechts een zoon, Ludolph. Deze woonde liever op Starkenborgh waarop Verhildersum in verval raakte. Dit had als gevolg dat van Verhildersum, waarvan -gezien de tekening op de kaart van Beckeringh- reeds voor 1781 (dus nog voor de dood van Ludolf) het poortgebouw en de linkervleugel waren afgebroken, onder Ludolphs leiding in 1786 ook de rechtervleugel werd afgebroken. Ludolph liet door middel van zijn testament uit 1791 bepalen dat zijn moeder, Lucia Helena van Burmania, Verhildersum gedurende de rest van zijn leven mocht bezitten. Zijn moeder liet de vervallen borg daarop voorzien van een nieuwe voorgevel door de Wehese timmerman Lammert Jans Ronda alvorens zij er haar intrek nam. Mogelijk verliet ze de borg reeds in 1798 want in dat jaar wordt de borg te huur gezet. In 1805 gebeurde dit opnieuw en het jaar erop overleed Lucia in Groningen. Tot 1816 werd de borg daarop te huur gezet, maar het is onbekend of er ook huurders zijn geweest in deze periode.

### Notaris Bolhuis, familie Frima en restauratie
Met de dood van Ludolph in 1821, bestond het huis Verhildersum uit zes kamers (waarvan drie behangen) en stond er verder nog een zomerhuis aan de rijweg. Zoon Edzard verkocht de borg dat jaar aan notaris mr. Hendrik van Bolhuis die het huis eerst bewoonbaar liet maken door het op te knappen alvorens er samen met zijn vrouw Jantien Houwing Oltkamp te gaan wonen.
In 1861 overleed de notaris en kreeg dochter Geertje van Olst van Bolhuis de borg; Geertje was elf jaar eerder gehuwd met de Appingedamse advocaat Hendrik Frima. De familie Frima verkocht het huis in 1953 voor 30.000 gulden aan de gemeente Leens. Deze liet de borg in 1956 restaureren.

### Herstructurering van de borg en de tuin

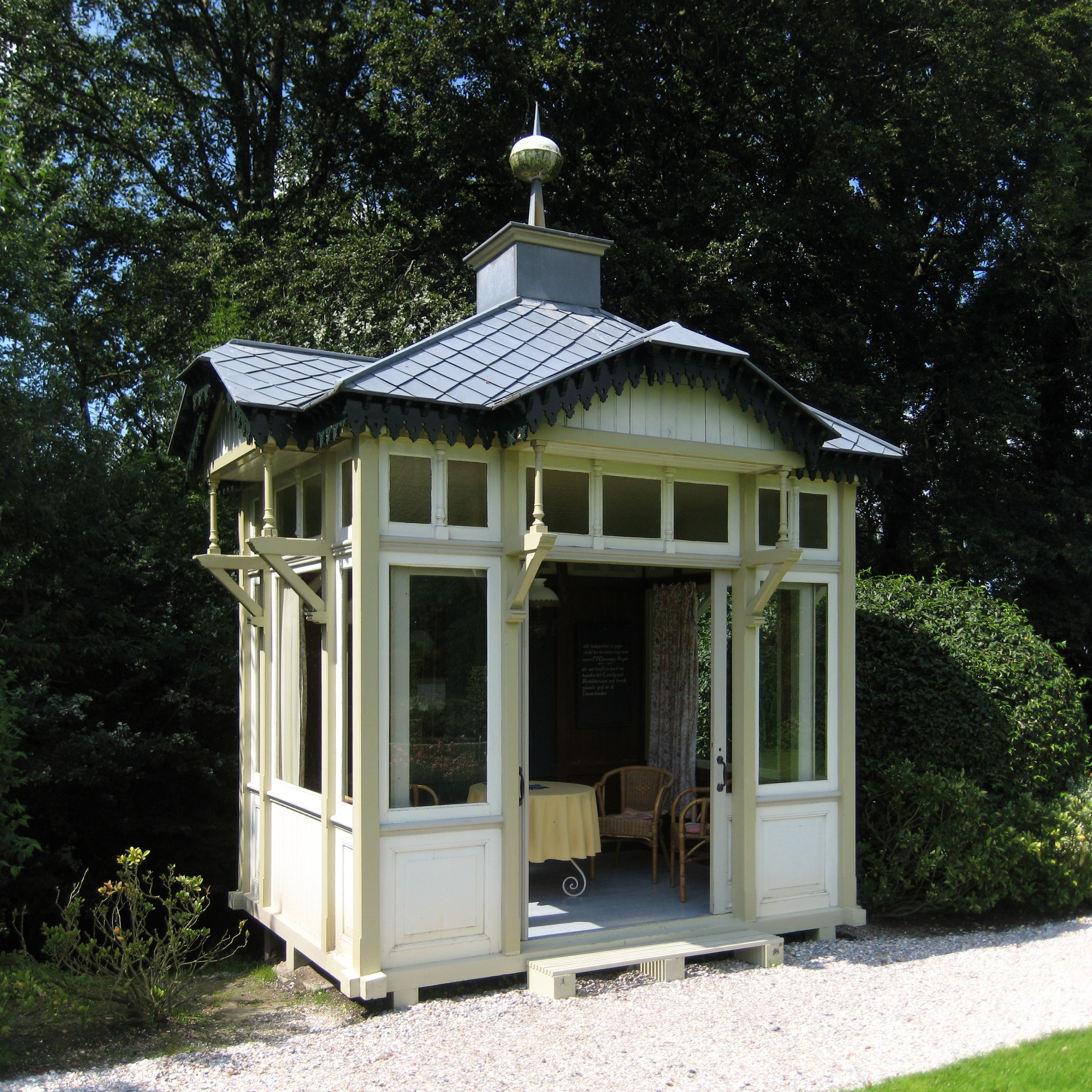
Het in 1986 ter ere van Tine Clevering-Meijer geplaatste tuinprieel

Tine F. Clevering-Meijer van het Anjerfonds Groningen maakte zich als conservator sterk voor het herstel van de zwaar verwaarloosde tuin. Zij wilde de tuin in een 17e-eeuwse hoofse stijl inrichten door het middels een geometrisch grondplan onder te verdelen volgens de maatverhouding van de gulden snede en schakelde daartoe tuinarchitecte Renske Titia Boon in. Deze tekende het grondplan voor de borgtuin. Clevering zelf zorgde samen met haar man vanaf 1967 voor de inrichting van de borders met ruim 1300 soorten bloemen en planten en schakelde kunstenaar Eddy Roos in voor de plaatsing van een dertiental beelden verspreid door de tuin. Het eerste beeld werd in 1976 geplaatst. In de loop der tijd werd de borg verder uitgebreid met het vroegnegentiende-eeuwse schathuis van de afgebroken Saaksumborg (1972), de vroegnegentiende-eeuwse duivenslagpoort van boerderij Boelsemaheerd (die afbrandde in 1973) en het uit 1888 daterende tramhuisje van het voormalige Emmaplein in Haren, dat, na lange tijd als theekoepeltje bij Vennebroek (Paterswolde) te hebben gestaan, in 1986 een nieuwe functie kreeg als tuinprieel. Dit tuinprieel werd geplaatst ter ere van Clevering; in het prieel staat een bordje ter nagedachtenis voor haar. De inzet van Clevering leverde haar in 1975 de Zilveren Anjer op en in 1993 werd de Tine Clevering-Meijerprijs naar haar vernoemd.
De aanleg van de tuin en beelden was geen goedkope zaak en in 1982 werd daarom in samenwerking met commissaris van de Koningin Henk Vonhoff financiering gezocht door oprichting van de Stichting Beeldentuin Borg Verhildersum, waarmee Europese gelden beschikbaar kwamen. Eddy Roos deed in 1992/1993 herstelwerkzaamheden met tuinarchitect Tammo Smit (historische tuinen) en ontwierp de pergola. In 1998 nam mevrouw De Boer, na onenigheid met Eddy Roos, als lid van het toenmalige bestuur van de borg het besluit om de tuin om te vormen tot een baroktuin door de Leenster tuinarchitect Klaas Noordhuis. Deze liet 420 plantensoorten uit de tuin halen (waaronder veel stinsenplanten) om deze meer te laten voldoen aan het ontwerp dat hij voor ogen had. Eddy Roos, die door Clevering was gevraagd om het gezamenlijk ontwerp/aanleg van haar te bewaren, was het hier niet mee eens en sleepte het borgbestuur voor de rechter. De rechter liet de werkzaamheden tijdelijk stilleggen in afwachting van het vonnis. Tijdens de rechtszaak bezocht de rechter de tuin om zich een beter oordeel te kunnen vellen en oordeelde dat de aanleg van Roos en tuinarchitect mevrouw Boon behouden moest blijven. Tijdens deze gelegenheid opperde Eddy Roos om zijn beelden terug te trekken uit de tuin omdat het ontwerp niet meer zou voldoen aan de Gulden Snede. Mevrouw De Boer antwoordde daarop met 'opgeruimd staat netjes'. De rechter oordeelde uiteindelijk in hoger beroep 2000 dat het plan van Noordhuis grotendeels doorgang kon vinden en dat de beelden en geometrie van Eddy Roos ook hierin hun plek konden behouden. Wel moesten twee bomen uit het 'plan-Noordhuis' wijken en de oude situatie rond twee beelden van Roos worden hersteld.
In 2009 werden alle beelden door de beeldenstichting en de gemeente Leens overgedragen aan de Stichting Borg Verhildersum, waarop de Stichting Beeldentuin Borg Verhildersum werd opgeheven. In 2010 werd het elfde beeld geplaatst. In 2013 is de Stichting Beeldentuin Borg Verhildersum hersteld om de financiering van de laatste twee beelden te bewerkstelligen.

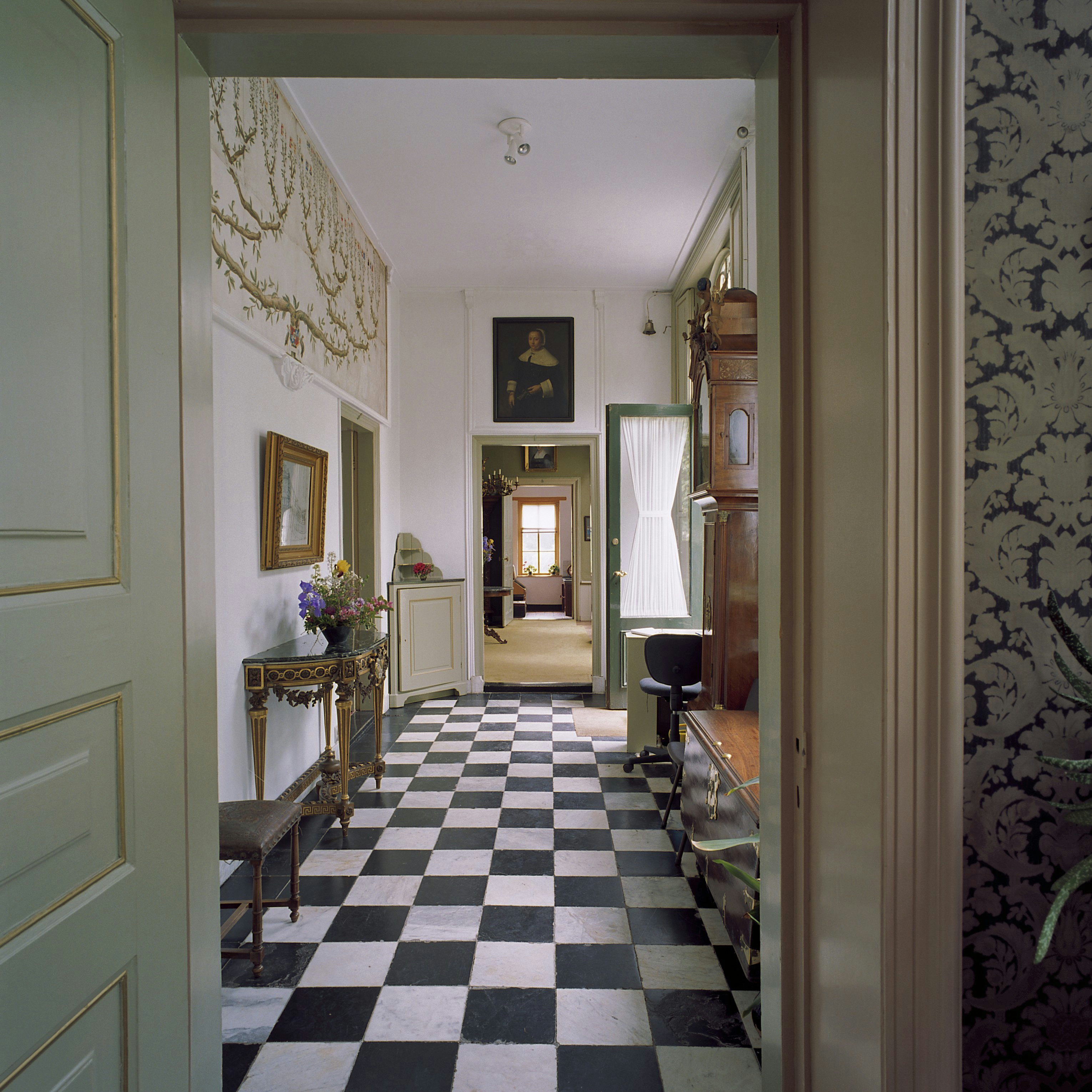
Entree
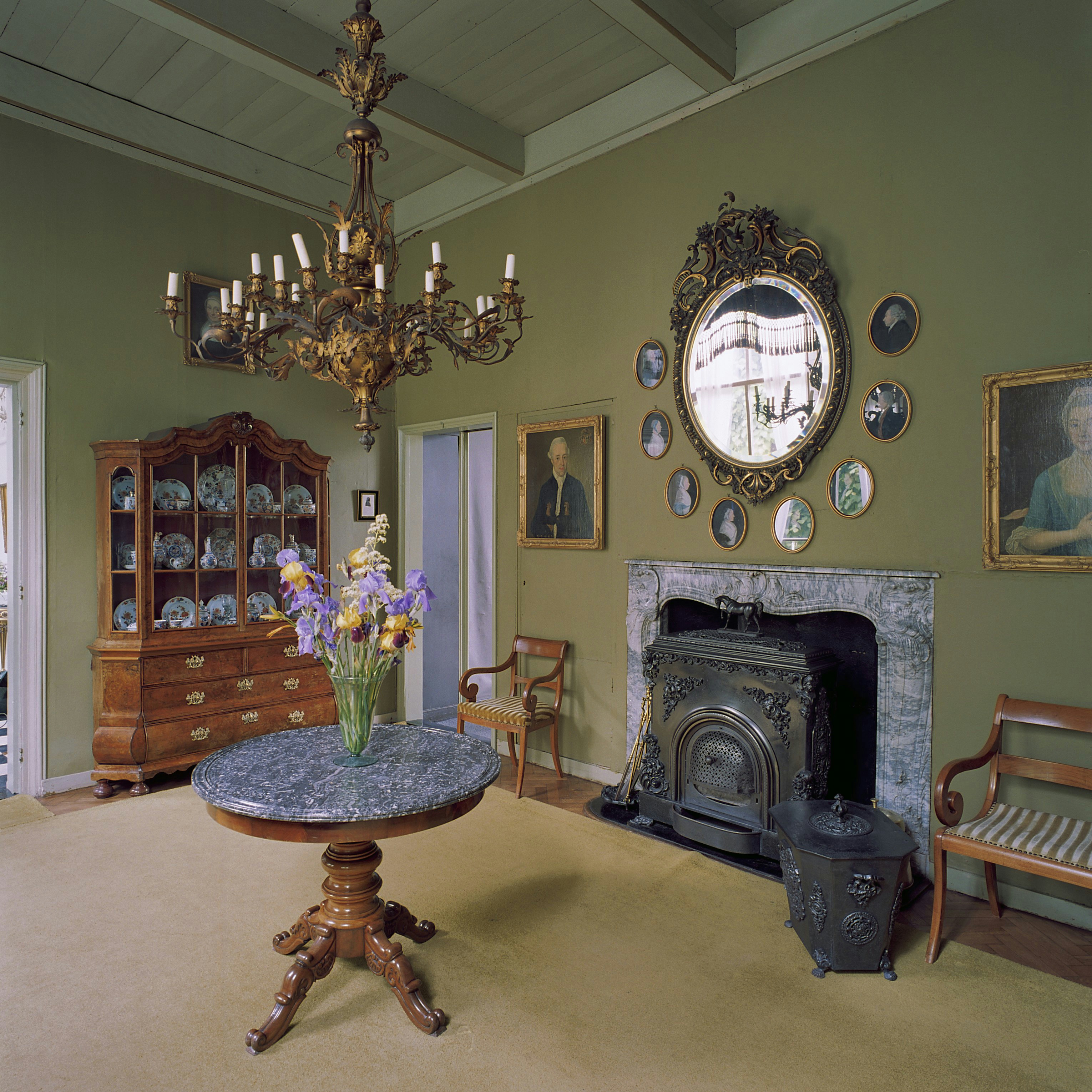
Ontvangkamer met schouw (1701-05). De schouw werd ontworpen door Allert Meijer en bevat snijwerk van Jan de Rijk. In 1968 van de Menkemaborg naar Verhildersum verplaatst.
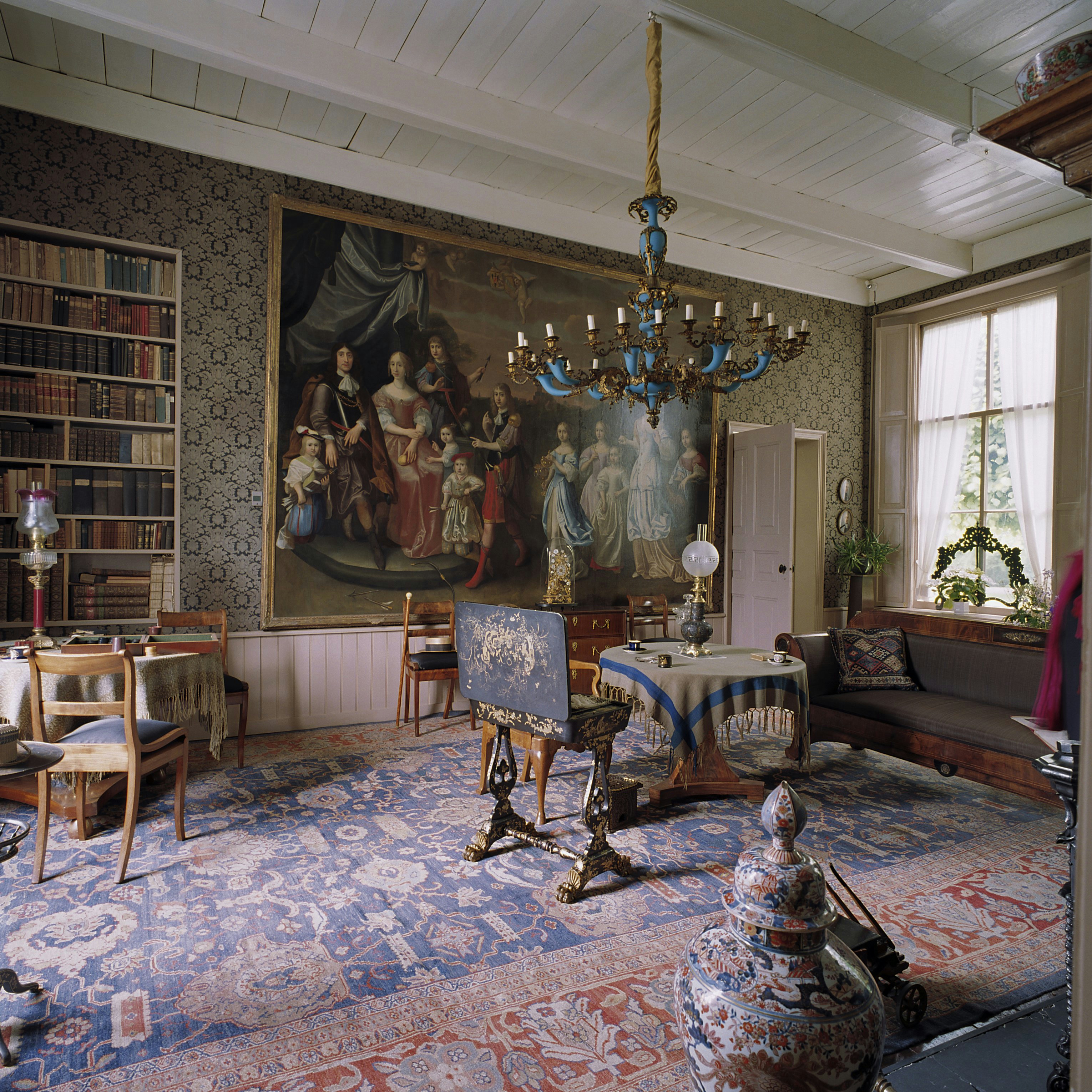
Grote Salon
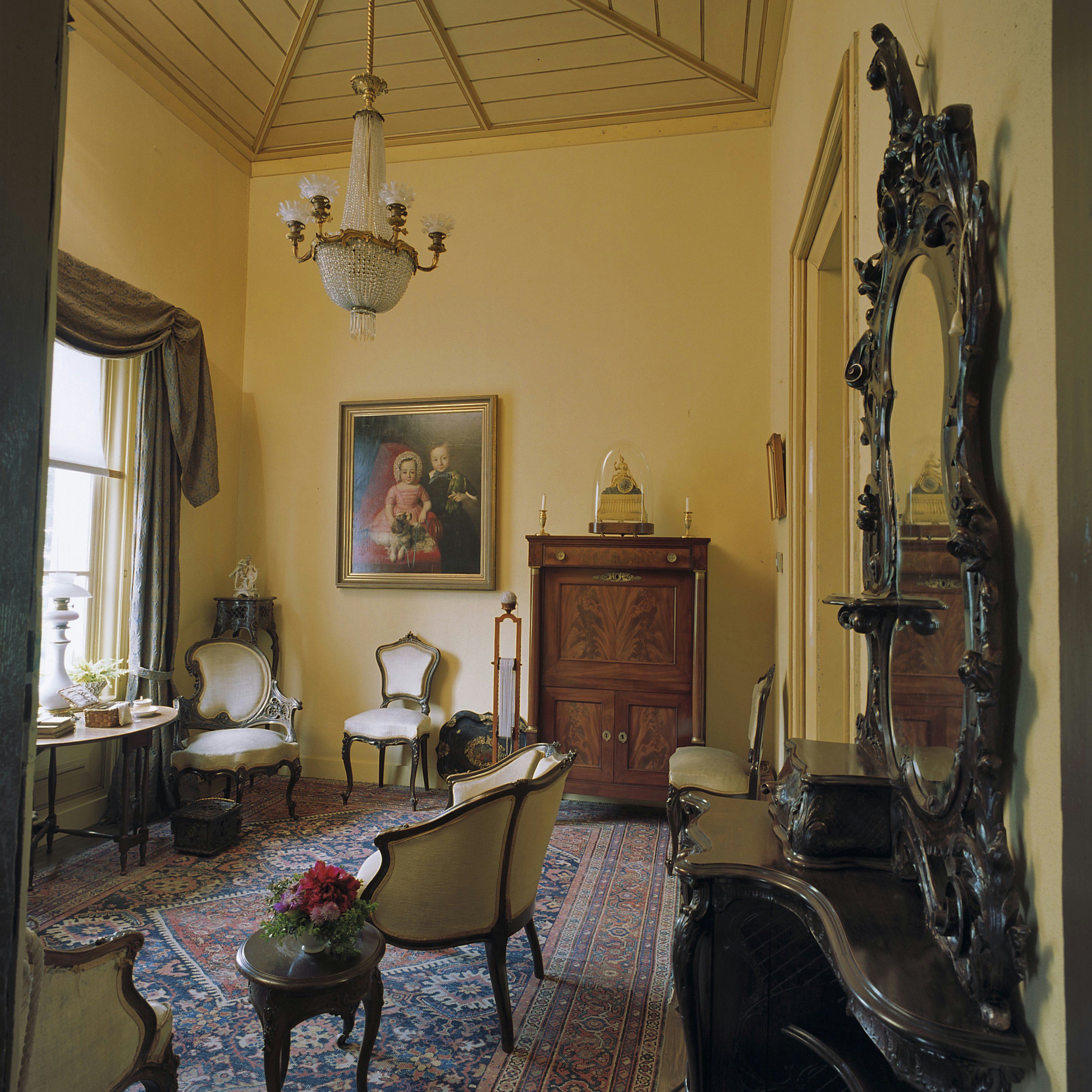
Boudoir
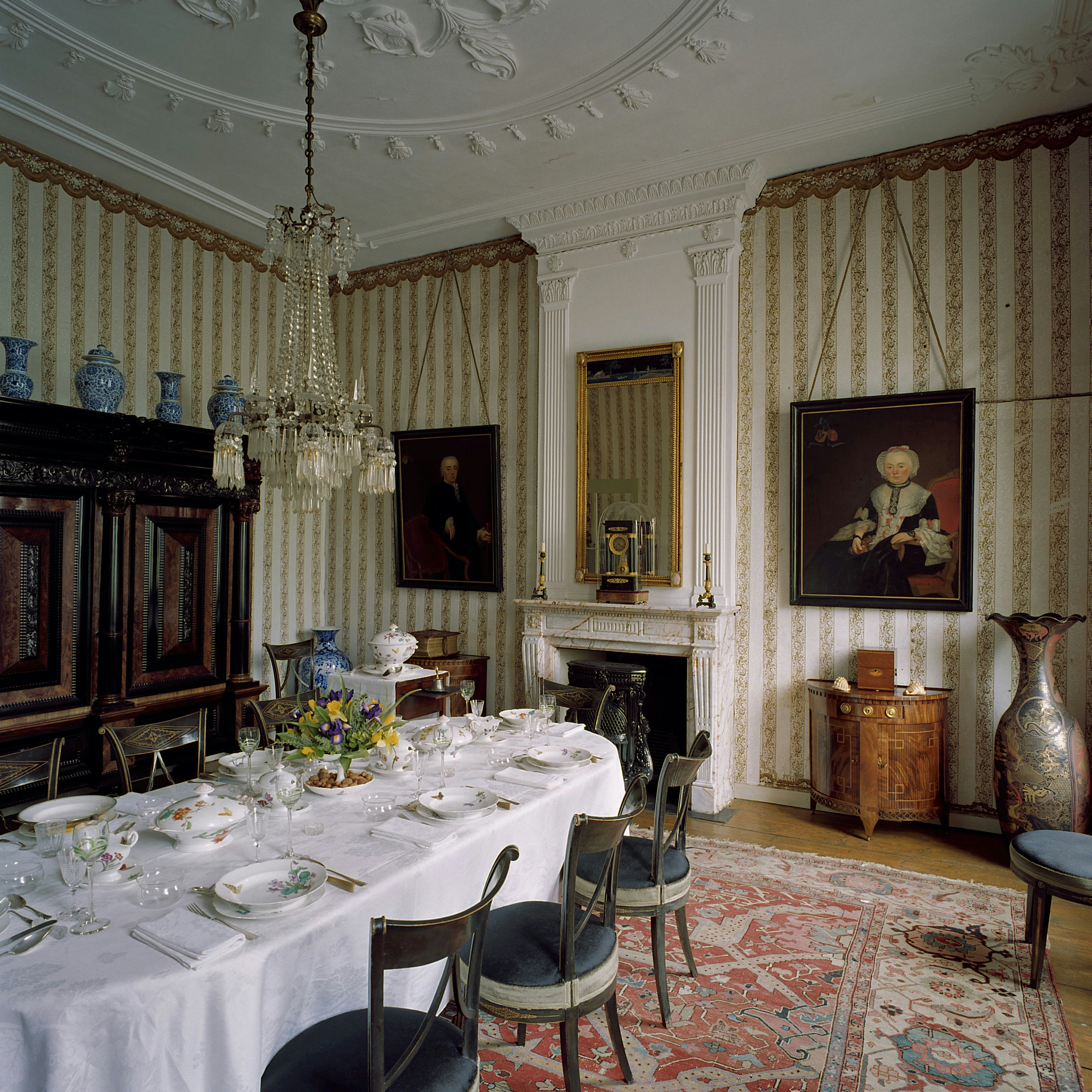
Eetkamer in Empirestijl (sinds 1821)